# Velika nagrada Detroita
Velika nagrada Detroita je bila gradska utrka Formule 1 ulicama Detroita koja se održavala tijekom 80-tih godina kada se vozilo više utrka u Sjedinjenim Državama tijekom jedne sezone. U sedam izdanja utrke su održavane po izrazitim vrućinama te su vozači na kraju utrke bili na rubu snaga.

## Pobjednici

### Višestruki pobjednici (vozači)
| Pobjede | Vozač        | Pobjednička godina  |
| ------- | ------------ | ------------------- |
| 3       | Ayrton Senna | 1986., 1987., 1988. |

### Višestruki pobjednici (konstruktori)
| Pobjede | Konstruktor | Pobjednička godina |
| ------- | ----------- | ------------------ |
| 2       | McLaren     | 1982., 1988.       |
| 2       | Lotus       | 1986., 1987.       |

### Pobjednici po godinama
| Godina | Vozač            | Bolid          |
| ------ | ---------------- | -------------- |
| 1982.  | John Watson      | McLaren-Ford   |
| 1983.  | Michele Alboreto | Tyrrell-Ford   |
| 1984.  | Nelson Piquet    | Brabham-BMW    |
| 1985.  | Keke Rosberg     | Williams-Honda |
| 1986.  | Ayrton Senna     | Lotus-Renault  |
| 1987.  | Ayrton Senna     | Lotus-Honda    |
| 1988.  | Ayrton Senna     | McLaren-Honda  |